# Бриммер, Иван Андреевич
Иван Андреевич (Вилим) Бриммер (1689 — 8 января 1753) — российский военный и государственный деятель, генерал-майор (с 25.02.1741).
Иноземец на российской службе, известен как Вилим Бриммер. Лейб-кирасирского полка премьер-майор, с 23 июня 1735 подполковник. В 1739—1741 гг. полковник Каргопольского драгунского полка.
11 февраля 1741 г. «за долговременную и беспорочную его службу» назначен вице-губернатором Смоленской губернии. 25 февраля того же года произведен в генерал-майоры.
Лютеранин, в 1745 принял православие. После чего сенат по представлению Святейшего синода разослал в коллегии, конторы, губернии и провинции указ с сообщением о том, что смоленский вице-губернатор Бриммер, бывший от рождения лютеранином, принял веру «греческого исповедания».
Возможно, именно после православного крещения принял имя Иван Андреевич.
В 1748—1753 в Смоленске не было губернатора, и Бриммер был фактическим руководителем губернии.

## Семья
Иван (Вилим) Бриммер был женат (возможно, вторым браком) на Анастасии Денисьевне Потемкиной, вдове умершего в 1739 Ивана Константиновича Новошинского.
Вероятноно, это их сыновьями были генерал-майоры Христофор Иванович и Вилим Иванович фон Бриммер.